# Ich bin ein Star – Holt mich hier raus!/Staffel 4
Die vierte Staffel der deutschen Reality-Show Ich bin ein Star – Holt mich hier raus! wurde vom 9. bis 24. Januar 2009 ausgestrahlt. Die Staffel wurde von Dirk Bach und Sonja Zietlow moderiert. Für die medizinische Betreuung der Teilnehmer war unter anderem der Rettungssanitäter Bob McCarron alias „Dr. Bob“ zuständig.
Die damals 78-jährige Schauspielerin Ingrid van Bergen setzte sich am 24. Januar im Finale gegen Lorielle London und Nico Schwanz durch und wurde dadurch zur Dschungelkönigin gewählt.

## Teilnehmer

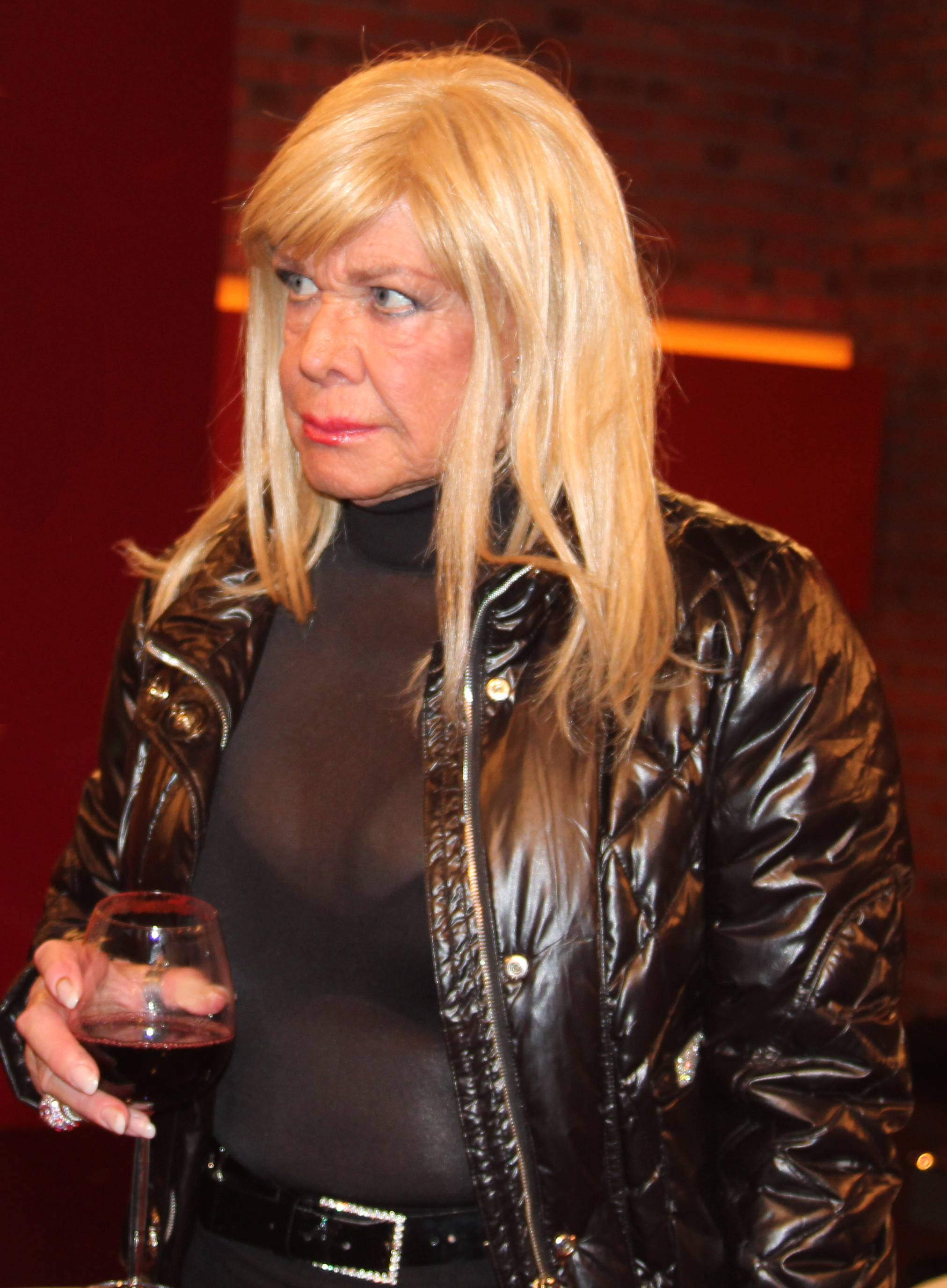
Ingrid van Bergen: Dschungelkönigin der vierten Staffel

Am 7. Januar 2009, wenige Tage vor Start der Staffel, bestätigte der Sender die Kandidaten.
| Platz | Teilnehmer         | Bekannt als                                                                       |
| ----- | ------------------ | --------------------------------------------------------------------------------- |
| 01    | Ingrid van Bergen  | Schauspielerin                                                                    |
| 02    | Lorielle London    | Entertainerin, Kandidatin bei Deutschland sucht den Superstar                     |
| 03    | Nico Schwanz       | Model, Friseur                                                                    |
| 04    | Gundis Zámbó       | Model, Schauspielerin, Moderatorin                                                |
| 015 1 | Giulia Siegel      | Model, Fernsehmoderatorin, Gelegenheits-DJ und -Schauspielerin                    |
| 06    | Günther Kaufmann † | Schauspieler                                                                      |
| 07    | Christina Lugner   | Fernsehmoderatorin, ehemalige Ehefrau des Bauunternehmers Richard „Mörtel“ Lugner |
| 08    | Norbert Schramm    | Eiskunstläufer                                                                    |
| 09    | Peter Bond         | Schauspieler, Fernsehmoderator                                                    |
| 10    | Michael Meziani    | Schauspieler                                                                      |

## Abstimmungsergebnisse
| Abstimmungsergebnisse der vierten Staffel | Abstimmungsergebnisse der vierten Staffel | Abstimmungsergebnisse der vierten Staffel | Abstimmungsergebnisse der vierten Staffel | Abstimmungsergebnisse der vierten Staffel | Abstimmungsergebnisse der vierten Staffel | Abstimmungsergebnisse der vierten Staffel | Abstimmungsergebnisse der vierten Staffel | Abstimmungsergebnisse der vierten Staffel | Abstimmungsergebnisse der vierten Staffel |
| Platz                                     | 17.01.2009                                | 18.01.2009                                | 19.01.2009                                | 20.01.2009                                | 21.01.2009                                | 22.01.2009                                | 23.01.2009                                | 24.01.2009 Vorfinale                      | 24.01.2009 Finale                         |
| ----------------------------------------- | ----------------------------------------- | ----------------------------------------- | ----------------------------------------- | ----------------------------------------- | ----------------------------------------- | ----------------------------------------- | ----------------------------------------- | ----------------------------------------- | ----------------------------------------- |
| 01                                        | London 21,45 %                            | London 18,27 %                            | Schwanz 23,86 %                           | van Bergen 21,41 %                        | van Bergen 25,02 %                        | —                                         | London 34,43 %                            | van Bergen 41,5 %                         | van Bergen 58,57 %                        |
| 02                                        | Schwanz 15,32 %                           | Schwanz 16,88 %                           | London 20,6 %                             | Schwanz 17,33 %                           | London 21,74 %                            | —                                         | Schwanz 24,42 %                           | London 31,95 %                            | London 41,43 %                            |
| 03                                        | Siegel 14,42 %                            | Siegel 15,71 %                            | Kaufmann 14,13 %                          | London 16,19 %                            | Schwanz 14,33 %                           | —                                         | van Bergen 23,58 %                        | Schwanz 26,55 %                           |                                           |
| 04                                        | Kaufmann 11,75 %                          | Kaufmann 13,48 %                          | van Bergen 12,82 %                        | Kaufmann 14,8 %                           | Zámbó 13,33 %                             | —                                         | Zámbó 17,57 %                             |                                           |                                           |
| 05                                        | van Bergen 8,64 %                         | van Bergen 10,65 %                        | Siegel 11,83 %                            | Zámbó 13,08 %                             | Siegel 12,79 %                            | Siegel (freiwillig)                       |                                           |                                           |                                           |
| 06                                        | Zámbó 8,49 %                              | Zámbó 9,38 %                              | Zámbó 7,1 %                               | Siegel 10,94 %                            | Kaufmann 12,78 %                          |                                           |                                           |                                           |                                           |
| 07                                        | Bond 5,92 %                               | Schramm 6,23 %                            | Lugner 5,66 %                             | Lugner 6,25 %                             |                                           |                                           |                                           |                                           |                                           |
| 08                                        | Schramm 4,84 %                            | Lugner 4,99 %                             | Schramm 4 %                               |                                           |                                           |                                           |                                           |                                           |                                           |
| 09                                        | Lugner 4,7 %                              | Bond 4,41 %                               |                                           |                                           |                                           |                                           |                                           |                                           |                                           |
| 10                                        | Meziani 4,47 %                            |                                           |                                           |                                           |                                           |                                           |                                           |                                           |                                           |

## Dschungelprüfungen
Von den 143 Rationen bzw. Sterne erspielten die Kandidaten insgesamt 106 Rationen bzw. Sterne. Somit wurden 74,12 % aller Rationen bzw. Sterne erspielt. Dieser Wert ist der höchste Wert in der Geschichte der Show (Stand: 2020).
| Dschungelprüfungen der vierten Staffel | Dschungelprüfungen der vierten Staffel                                        | Dschungelprüfungen der vierten Staffel | Dschungelprüfungen der vierten Staffel |
| Datum                                  | Kandidat(en)                                                                  | Prüfung                                | Erspielte Rationen (Sterne) |
| -------------------------------------- | ----------------------------------------------------------------------------- | -------------------------------------- | --- |
| 9. Januar 2009                         | Günther Kaufmann                                                              | „Unglücksrad“                          | Sternsymbol · Sternsymbol · Sternsymbol · Sternsymbol · Sternsymbol · Sternsymbol · Sternsymbol · Sternsymbol · Sternsymbol · Sternsymbol |
| 10. Januar 2009                        | Lorielle London                                                               | „Happy Hour“                           | Sternsymbol · Sternsymbol · Sternsymbol · Sternsymbol · Sternsymbol · Sternsymbol · Sternsymbol · Sternsymbol · Sternsymbol · Sternsymbol |
| 11. Januar 2009                        | Giulia Siegel                                                                 | „Kammer des Schreckens“                | Sternsymbol · Sternsymbol · Sternsymbol · Sternsymbol · Sternsymbol · Sternsymbol · Sternsymbol · Sternsymbol · Sternsymbol · Sternsymbol |
| 12. Januar 2009                        | Giulia Siegel                                                                 | „Still gestanden“                      | Sternsymbol · Sternsymbol · Sternsymbol · Sternsymbol · Sternsymbol · Sternsymbol · Sternsymbol · Sternsymbol · Sternsymbol · Sternsymbol |
| 13. Januar 2009                        | Peter Bond Michael Meziani                                                    | „Alles Gute kommt von oben“            | Sternsymbol · Sternsymbol · Sternsymbol · Sternsymbol · Sternsymbol · Sternsymbol · Sternsymbol · Sternsymbol · Sternsymbol · Sternsymbol |
| 14. Januar 2009                        | Peter Bond                                                                    | „Kein Weg zurück“                      | Sternsymbol · Sternsymbol · Sternsymbol · Sternsymbol · Sternsymbol · Sternsymbol · Sternsymbol · Sternsymbol · Sternsymbol               |
| 15. Januar 2009                        | Giulia Siegel                                                                 | „Eiertanz“                             | Sternsymbol · Sternsymbol · Sternsymbol · Sternsymbol · Sternsymbol · Sternsymbol · Sternsymbol · Sternsymbol · Sternsymbol · Sternsymbol |
| 16. Januar 2009                        | Peter Bond                                                                    | „Dschungel-Fitness“                    | Sternsymbol · Sternsymbol · Sternsymbol · Sternsymbol · Sternsymbol · Sternsymbol · Sternsymbol · Sternsymbol · Sternsymbol · Sternsymbol |
| 17. Januar 2009                        | Peter Bond Nico Schwanz                                                       | „Dschungel-Picknick“                   | · (Bond , Schwanz ) |
| 18. Januar 2009                        | Norbert Schramm                                                               | „Telefonterror“                        | Sternsymbol · Sternsymbol · Sternsymbol · Sternsymbol · Sternsymbol · Sternsymbol · Sternsymbol · Sternsymbol · Sternsymbol               |
| 19. Januar 2009                        | Nico Schwanz                                                                  | „Fels des Grauens“                     | Sternsymbol · Sternsymbol · Sternsymbol · Sternsymbol · Sternsymbol · Sternsymbol · Sternsymbol · Sternsymbol                             |
| 20. Januar 2009                        | Gundis Zámbó                                                                  | „Kakerlaken-Attacke“                   | Sternsymbol · Sternsymbol · Sternsymbol · Sternsymbol · Sternsymbol · Sternsymbol · Sternsymbol                                           |
| 21. Januar 2009                        | Lorielle London                                                               | „Schleudertrauma“                      | Sternsymbol · Sternsymbol · Sternsymbol · Sternsymbol · Sternsymbol · Sternsymbol                                                         |
| 22. Januar 2009                        | Ingrid van Bergen, Lorielle London, Nico Schwanz, Giulia Siegel, Gundis Zámbó | „Mit Schwung in die Hölle“             | Sternsymbol · Sternsymbol · Sternsymbol · Sternsymbol · Sternsymbol                                                                       |
| 23. Januar 2009                        | Nico Schwanz                                                                  | „Land in Sicht“                        | Sternsymbol · Sternsymbol · Sternsymbol · Sternsymbol                                                                                     |
| 24. Januar 2009                        | Lorielle London                                                               | „Tanz der Aale“ (Durchhaltevermögen)   | Sternsymbol · Sternsymbol · Sternsymbol · Sternsymbol · Sternsymbol                                                                       |
| 24. Januar 2009                        | Ingrid van Bergen                                                             | „Dschungelfreude“ (Siegeswille)        | Sternsymbol · Sternsymbol · Sternsymbol · Sternsymbol · Sternsymbol                                                                       |
| 24. Januar 2009                        | Nico Schwanz                                                                  | „Herr der Fliegen“ (Abenteuerlust)     | Sternsymbol · Sternsymbol · Sternsymbol · Sternsymbol · Sternsymbol                                                                       |

## Einschaltquoten
| Episode | Datum           | Zuschauer | Zuschauer       | Marktanteil | Marktanteil     | Quellen |
| Episode | Datum           | Gesamt    | 14 bis 49 Jahre | Marktanteil | Marktanteil     | Quellen |
| Episode | Datum           | Gesamt    | 14 bis 49 Jahre | Gesamt      | 14 bis 49 Jahre | Quellen |
| ------- | --------------- | --------- | --------------- | ----------- | --------------- | ------- |
| 1       | 9. Januar 2008  | 4,99 Mio. | 3,11 Mio.       | 21,9 %      | 31,6 %          | [ 4 ]   |
| 2       | 10. Januar 2008 | 5,77 Mio. | > 4,00 Mio.     | 21,8 %      | 34,6 %          | [ 5 ]   |
| 3       | 11. Januar 2008 | 4,77 Mio. | 3,37 Mio.       | –           | 27,3 %          | [ 6 ]   |
| 4       | 12. Januar 2008 | 5,40 Mio. | 3,44 Mio.       | –           | 31,7 %          | [ 7 ]   |
| 5       | 13. Januar 2008 | 5,34 Mio. | 3,63 Mio.       | 24,5 %      | 36,9 %          | [ 8 ]   |
| 7       | 15. Januar 2008 | 5,22 Mio. | 3,41 Mio.       | 23,6 %      | 34,2 %          | [ 9 ]   |
| 9       | 17. Januar 2008 | 5,20 Mio. | 3,14 Mio.       | –           | 28,6 %          | [ 10 ]  |
| 10      | 18. Januar 2008 | 5,58 Mio. | 3,88 Mio.       | 19,7 %      | 30,8 %          | [ 11 ]  |
| 11      | 19. Januar 2008 | 5,77 Mio. | 3,56 Mio.       | –           | 34,6 %          | [ 12 ]  |
| 12      | 20. Januar 2008 | 5,95 Mio. | 3,81 Mio.       | 25,8 %      | 37,1 %          | [ 13 ]  |
| 14      | 22. Januar 2008 | 6,52 Mio. | 4,12 Mio.       | 28,8 %      | 39,0 %          | [ 14 ]  |
| 15      | 23. Januar 2008 | 6,33 Mio. | 4,38 Mio.       | –           | –               | [ 15 ]  |
| 16      | 24. Januar 2008 | 7,17 Mio. | 4,63 Mio.       | 24,4 %      | 37,5 %          | [ 16 ]  |

Das Finale der vierten Staffel wurde wie bereits bei der dritten Staffel parallel zu der ZDF-Show „Wetten, dass..?“ ausgestrahlt. Trotz der starken Konkurrenz konnte die letzte Ausgabe der vierten Staffel 7,17 Millionen Menschen insgesamt und 4,63 Millionen werberelevante Zuschauer (37,5 Prozent Marktanteil) erreichen. Im Durchschnitt verfolgten 5,75 Millionen Zuschauer die vierte Staffel.

## Zusätzliche Sendungen im TV
- 10. bis 24. Januar 2009: Ich bin ein Star – Holt mich hier raus! – Spezial mit Daniel Hartwich (RTL)[6]
- 25. Januar 2009: Ich bin ein Star – Holt mich hier raus! – Das große Wiedersehen mit Sonja Zietlow und Dirk Bach (RTL)

## Trivia
Bevor RTL offiziell die Prominenten der Show bestätigte, erlaubte sich der Sender auf der Webseite einen Scherz, indem Thomas Gottschalk, Angelina Jolie und Pamela Anderson als Platzhalter für die tatsächlich teilnehmenden Kandidaten eingesetzt wurden.